# Schloss Kremsegg

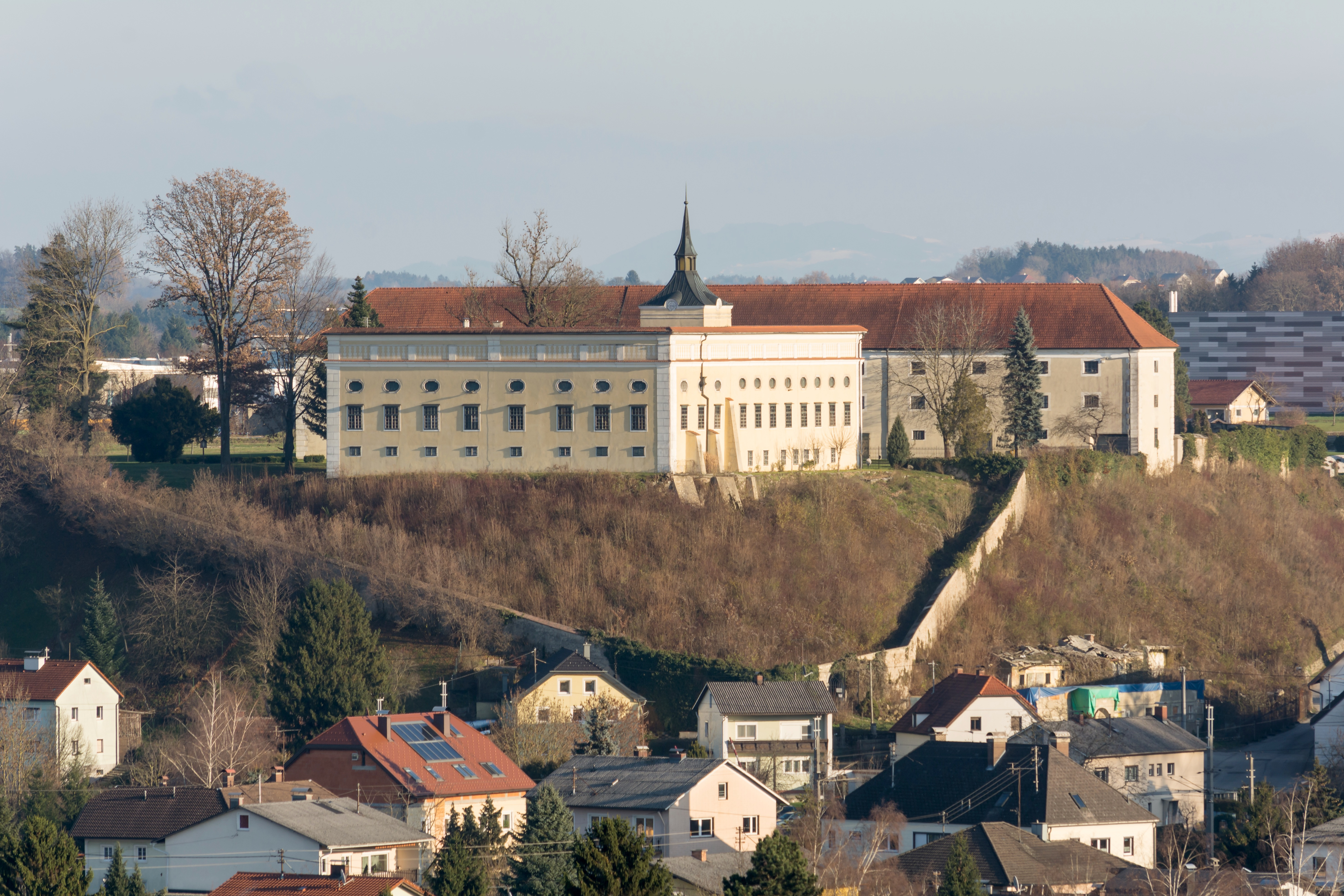
Schloss Kremsegg, Wohnschloss und Querbau

Schloss Kremsegg ist ein Schloss im Ortsteil Kremsegg der oberösterreichischen Gemeinde Kremsmünster.

## Geschichte

### Geschichte des Schlosses

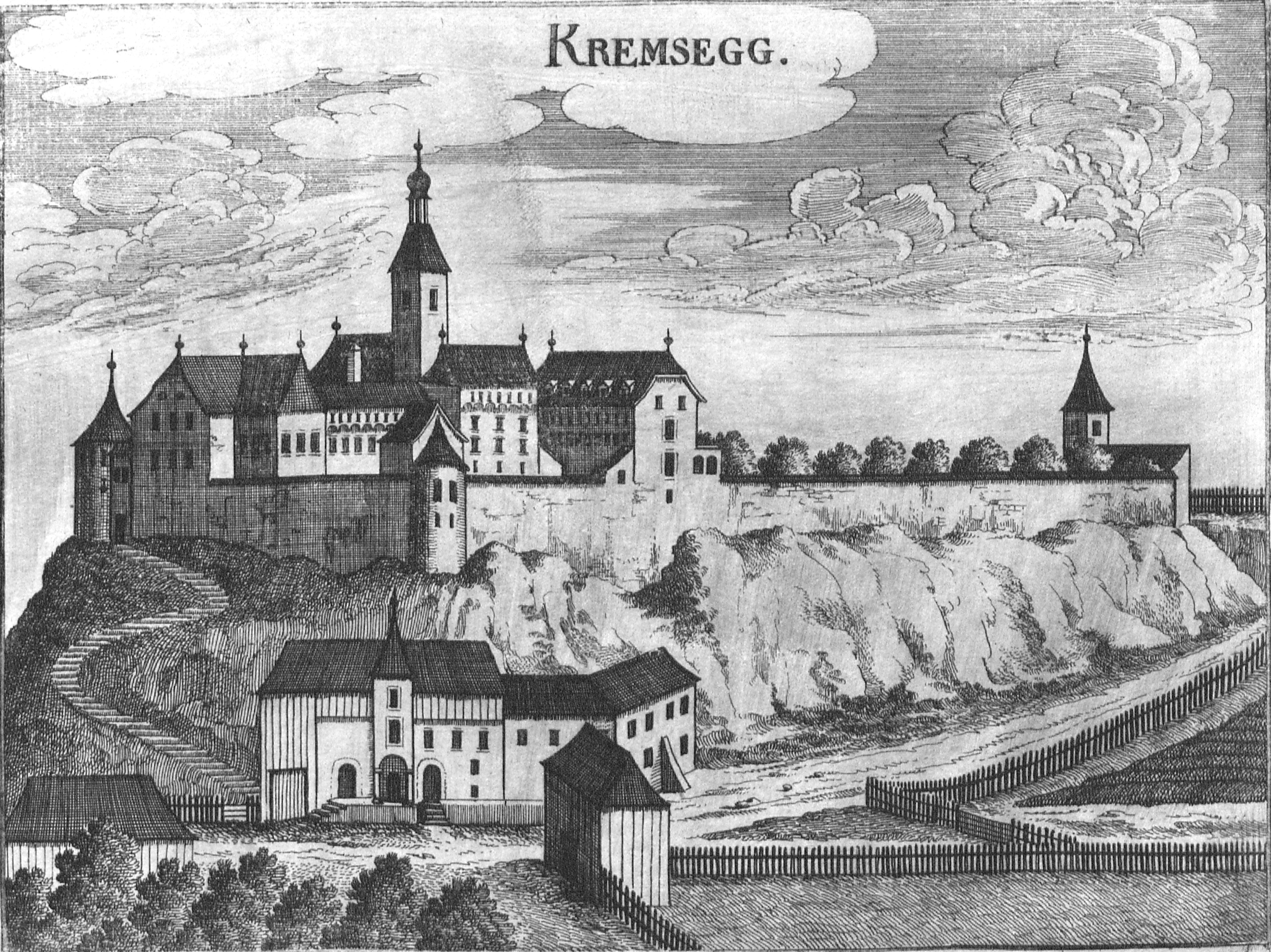
Burg Kremsegg nach Georg Matthäus Vischer von 1674

Ab dem 13. Jahrhundert diente der befestigte Ort „Crembseck“ der Kremstaler Bevölkerung als Zufluchtsstätte, Burgherr war die Familie von Roth. 1464 ging die Burg durch die Heirat von Barbara Rothin mit Andreas Grünthaler in den Besitz der Adelsfamilie Grünthaler über. Um 1600 entstand dort auch das lokalgeschichtlich bedeutende „Haushaltungsbüchl der Grünthaler“. Die protestantischen Grünthaler wurden im Zuge der Gegenreformation gezwungen, das Land zu verlassen. 1627 erwarb dann Anton Wolfradt, der Abt des nahe gelegenen Stift Kremsmünster das Anwesen mit seiner Grundherrschaft. Der Umbau zu einem Schloss erfolgte im Auftrag seiner Nachfolger ziemlich sicher durch Jakob Prandtauer.
1848 verkaufte das Stift das Schloss, welches in der Folgezeit viele Besitzerwechsel erlebte.
Im Jahre 1929 kam das Schloss in den Besitz des fürstlichen Zweigs der Familie Kinsky, die nach dem Tod von Fürst Rudolf Kinsky Güter in Böhmen, darunter das Schloss Lissa an der Elbe, abgestoßen hatte und den Erlös hier reinvestierte. Nach dem Tod der Gräfin Therese Kinsky im Jahre 1973 verkaufte ihr Cousin und Adoptivsohn Graf Josef Czernin-Kinsky 1976 das Schloss an die Familie Lutzky. Das Schloss und die zugehörigen Parkanlagen wurden aufwändig restauriert und neu strukturiert. Im Schloss wurde ein Fahrzeugmuseum eingerichtet, in dem Autos und Motorräder ausgestellt waren. 1996 übernahm der Trägerverein Musica Kremsmünster das Schloss und zeigte im selben Jahr die erste Musikinstrumentenausstellung. Die Oldtimersammlung wurde an das Oldtimer Museum Kröpfl in Hartberg in der Steiermark verkauft.

### Ehemaliges Musikinstrumentenmuseum
Von 1996 bis 2018 beherbergte das Schloss Kremsegg ein Museum mit einer großen Sammlung an Musikinstrumenten. Den Grundstock bildeten über 1200 Blechblasinstrumente des Trompeters Franz Xaver Streitwieser, dessen Gattin Katherine diese Sammlung aus familiären Vermögenswerten (General Motors) finanzierte. Die Sammlung war bis zu ihrem Ableben in den USA und wurde aufgrund ihrer testamentarischen Verfügung nach Bayern bzw. dann 1996 nach Oberösterreich verlagert. 2001 stellte Prof. Paul Badura-Skoda Teile seiner großen Klaviersammlung als Leihgabe dem Museum zur Verfügung, und 2007 konnte die Hornsammlung von Prof. Hans Pizka übernommen werden.
Es wurden vier Dauerausstellungen gezeigt:
- eine umfangreiche Sammlung an Blechblasinstrumenten (seltene und historisch besondere Blasinstrumente aus der ganzen Welt)
- eine herausragende Kollektion von Klavieren (Präsentation von spielbar restaurierten Instrumenten)
- eine Ausstellung über Franz Schubert, der sich zeit seines Lebens belegte dreimal in Kremsmünster aufhielt
- eine Ausstellung über Friedrich Gulda, dessen Nachlass vom Trägerverein des Museums „Musica Kremsmünster“ archiviert wird
- eine Ausstellung über den Komponisten Johann Nepomuk David, der 1909–1912 Schüler des Stiftsgymnasiums Kremsmünster war, sowie
- eine Ausstellung zum Wiener Horn.

Das Musikinstrumenten-Museum Schloss Kremsegg ist seit 31. Dezember 2018 geschlossen.

## Architektur

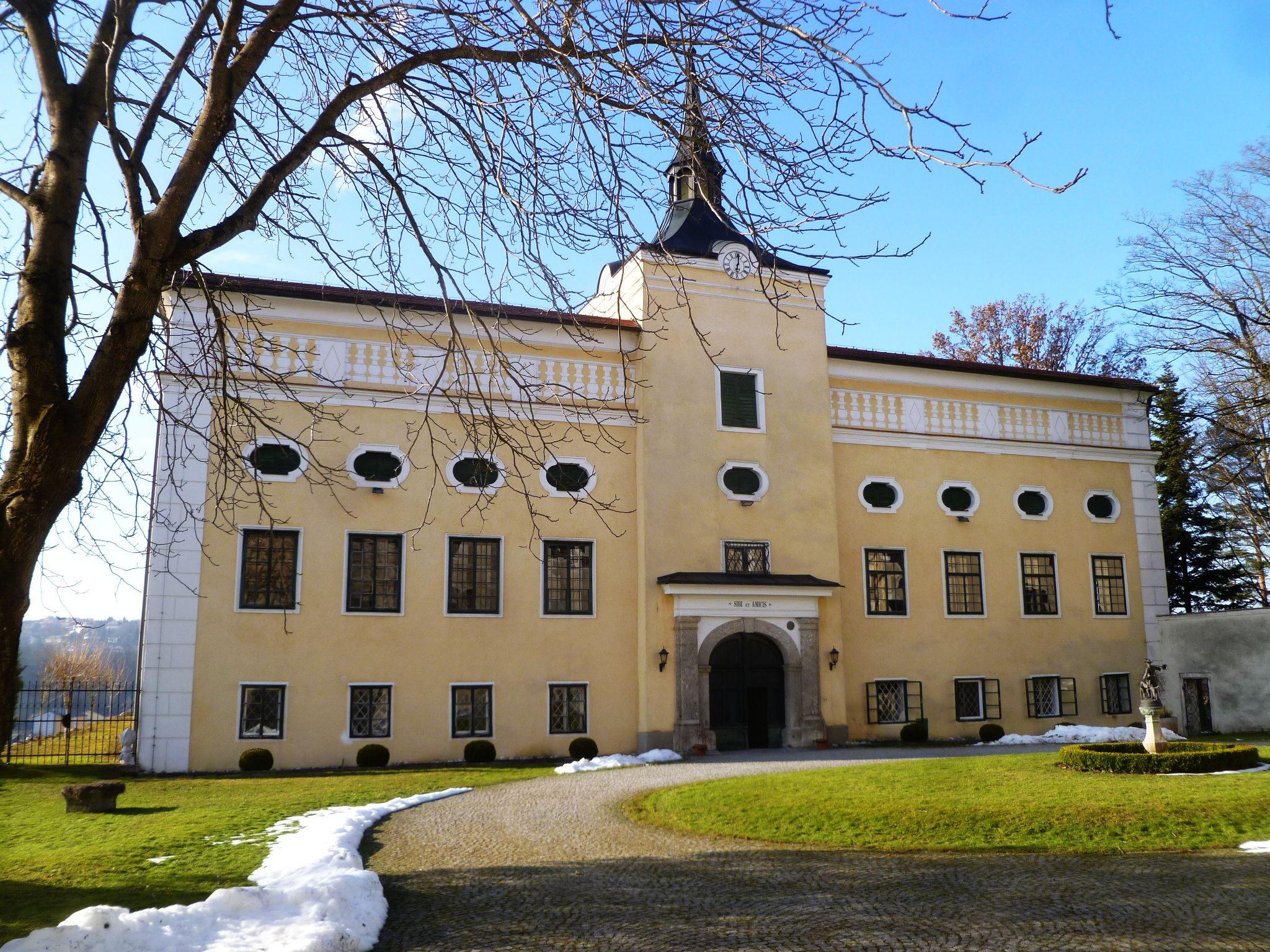
Wohnschloss

Von der Straße Kremsmünster – Bad Hall zweigt der Zugangsweg zu dem Torbau von Schloss Kremsegg ab. Zu dem Schloss führt eine Allee, die vor einen Querbau, der vor dem eigentlichen Wohnschloss steht, führt. Oberhalb des Tores ist das Wappen des Abtes Anton Wolfradt angebracht, der 1631 Fürsterzbischof von Wien wurde. Durchschreitet man die gewölbte Tordurchfahrt, so gelangt man zu einem kleinen Platz vor dem Schloss. Inmitten des Platzes befindet sich ein Brunnen mit einer jagdhornblasenden Jägerfigur mit einem Hund.
Das Schloss ist ein zweigeschoßiger und vierflügeliger Bau. Der Torzugang wird von einem mächtigen Mittelrisalit gebildet, der den Rest eines 1803 abgetragenen Turms darstellt. Der Querbau ist auf der linken Seite durch eine niedrige Mauer und auf der rechten mit einer höheren Mauer verbunden, wobei letztere durch ein schmiedeeisernes Tor zu einem Park führt.
Der Schlosshof ist mit Arkaden ausgestaltet, wobei diese im ersten Stock verglast sind. Zu beiden Seiten des Eingangstores sind Aufgänge zu diesen Arkaden. Eine Sonnenuhr schmückt eine Seite des Gevierts.

Schloss Kremsegg
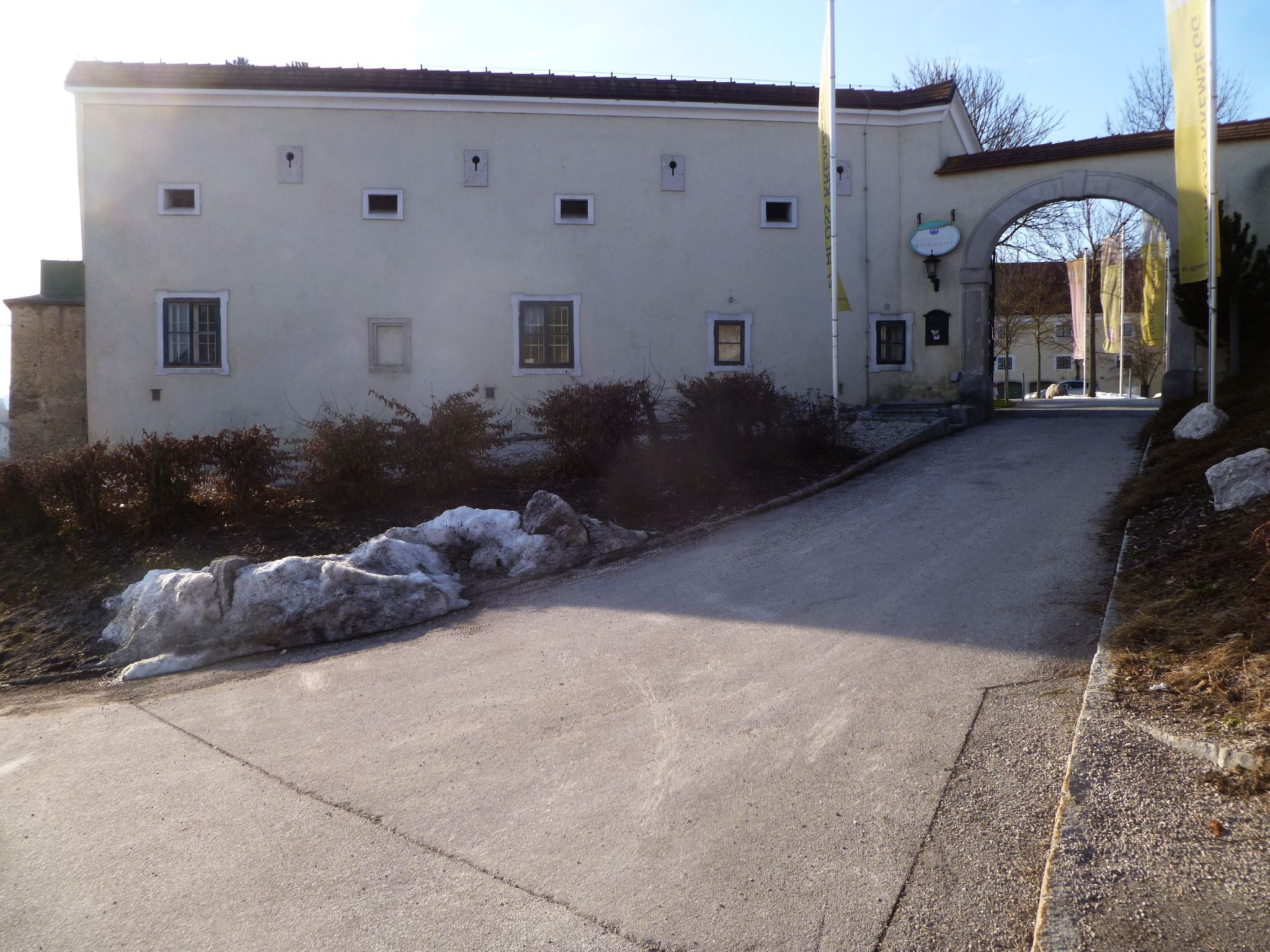
Einfahrtstor zum Schlossareal
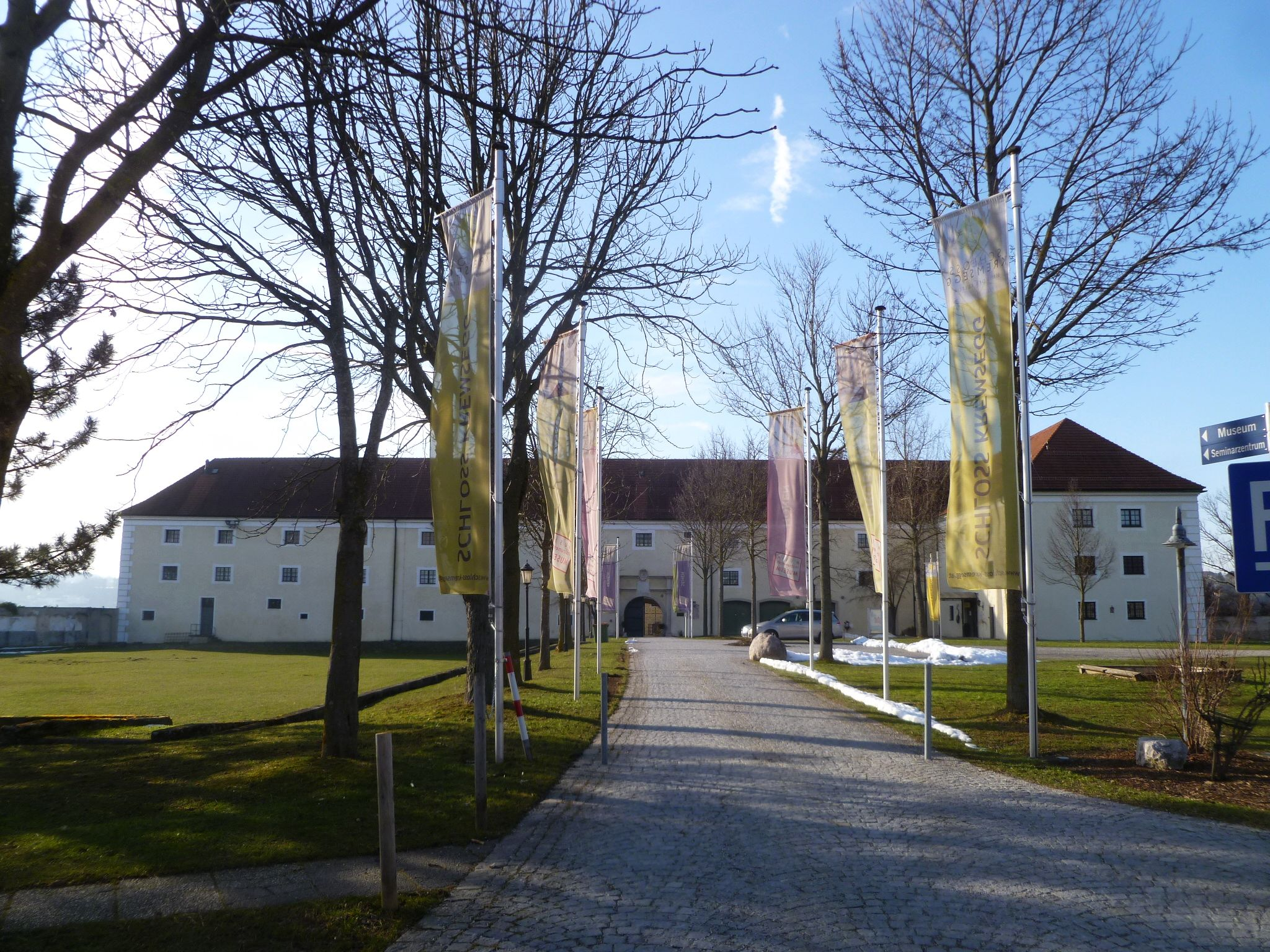
Allee zum Schloss Kremsegg
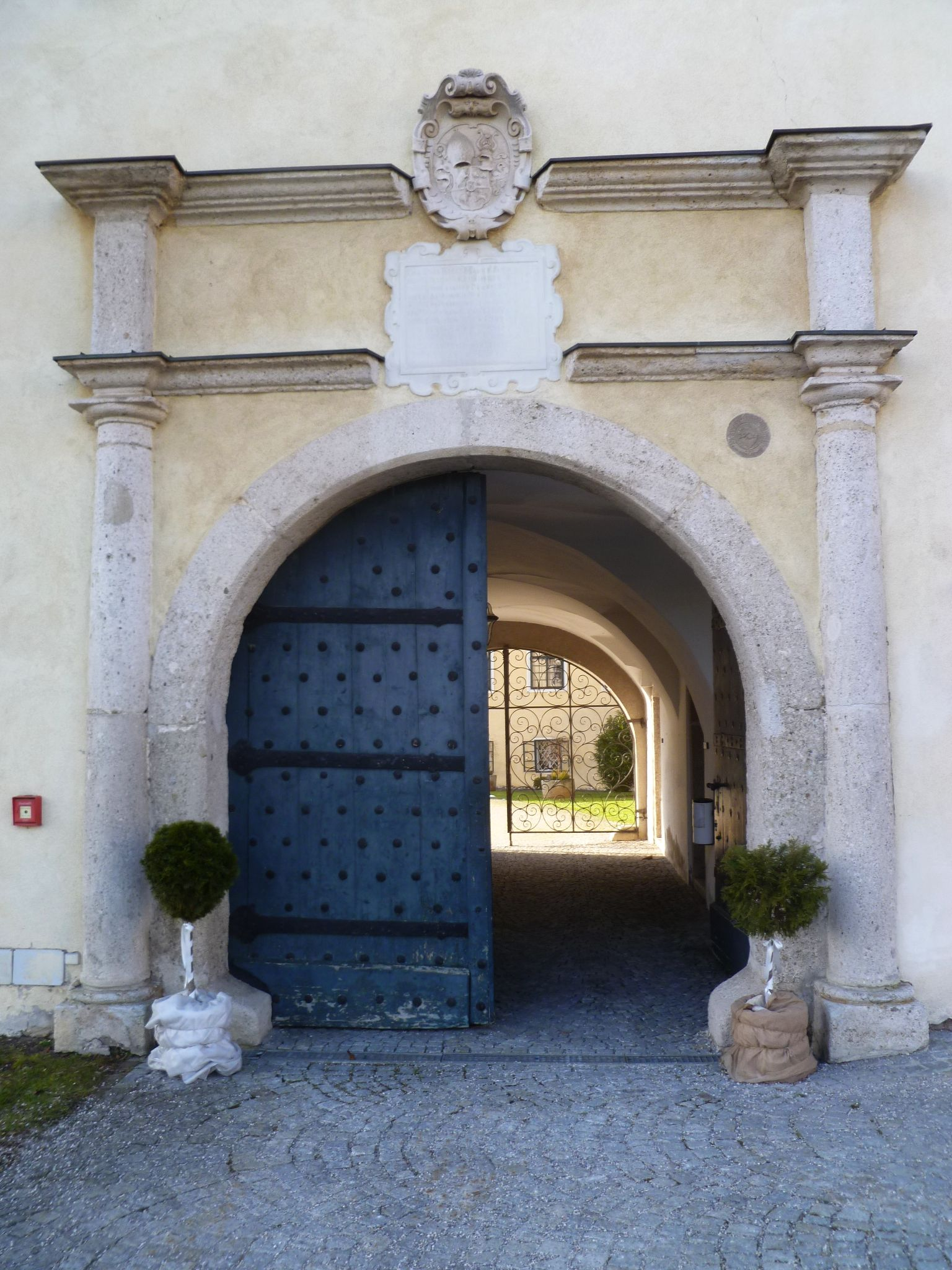
Eingangsportal Schloss Kremsegg
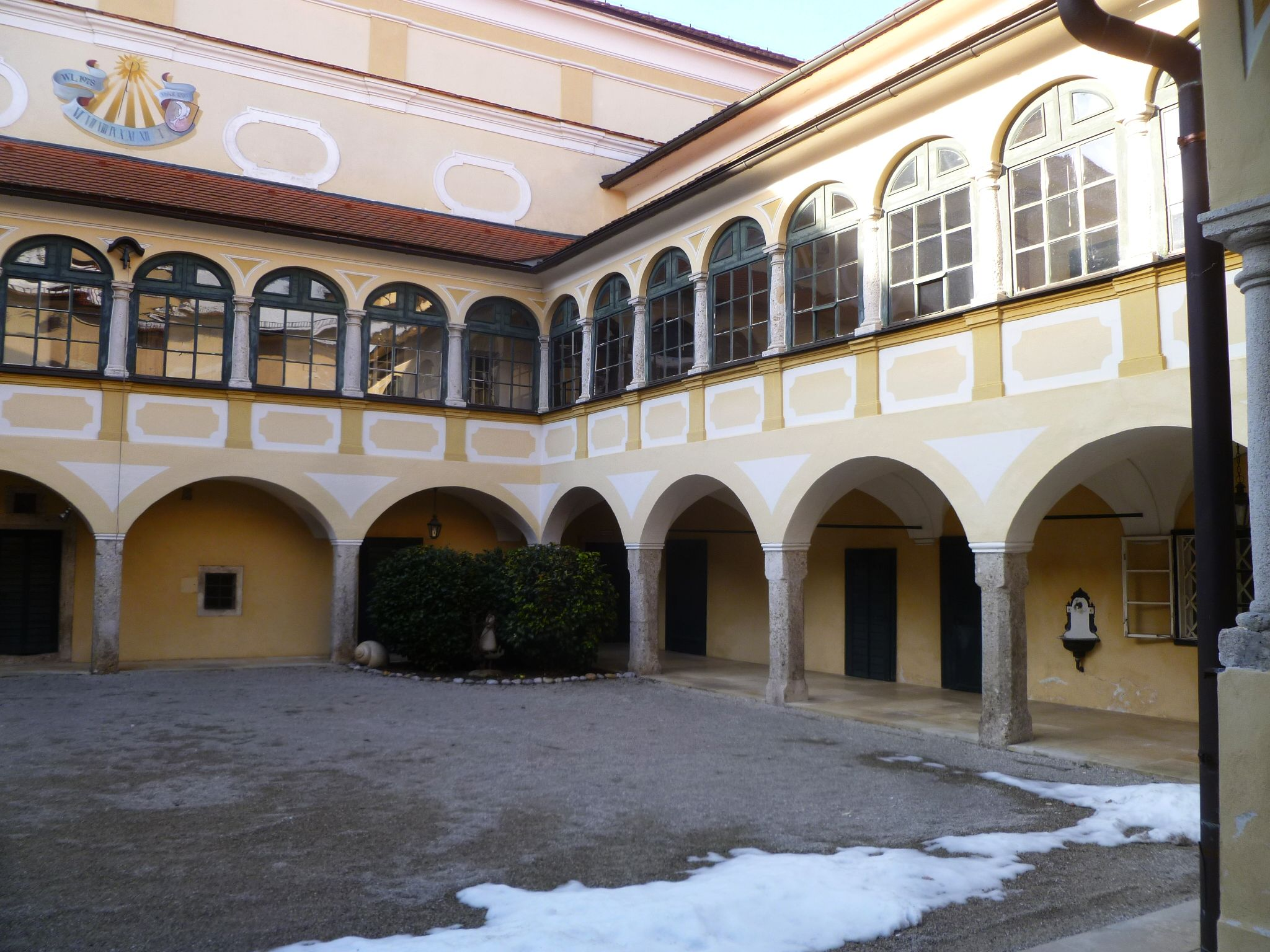
Innenhof Schloss Kremsegg
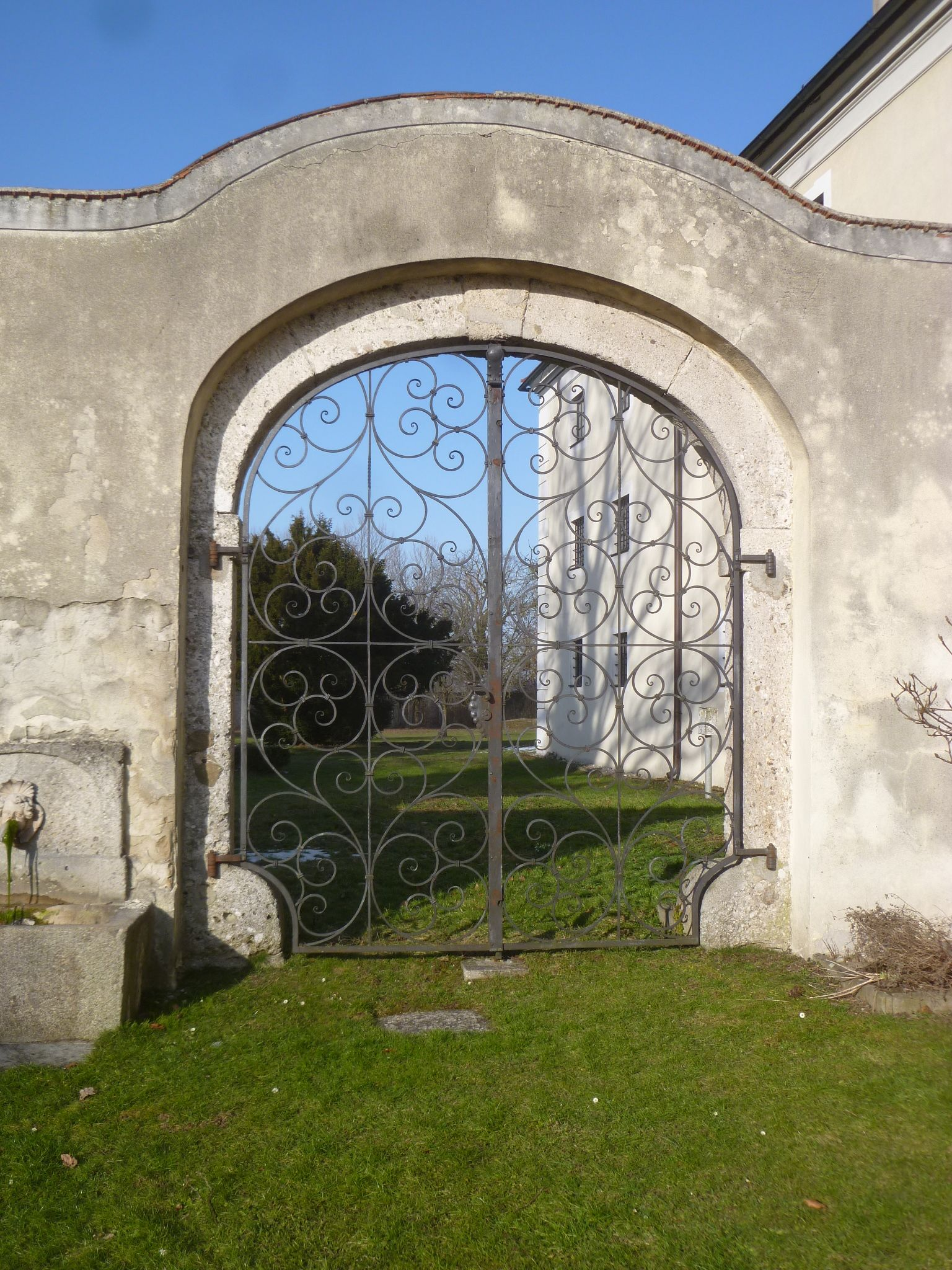
Portal zum Park des Schlosses Kremsegg
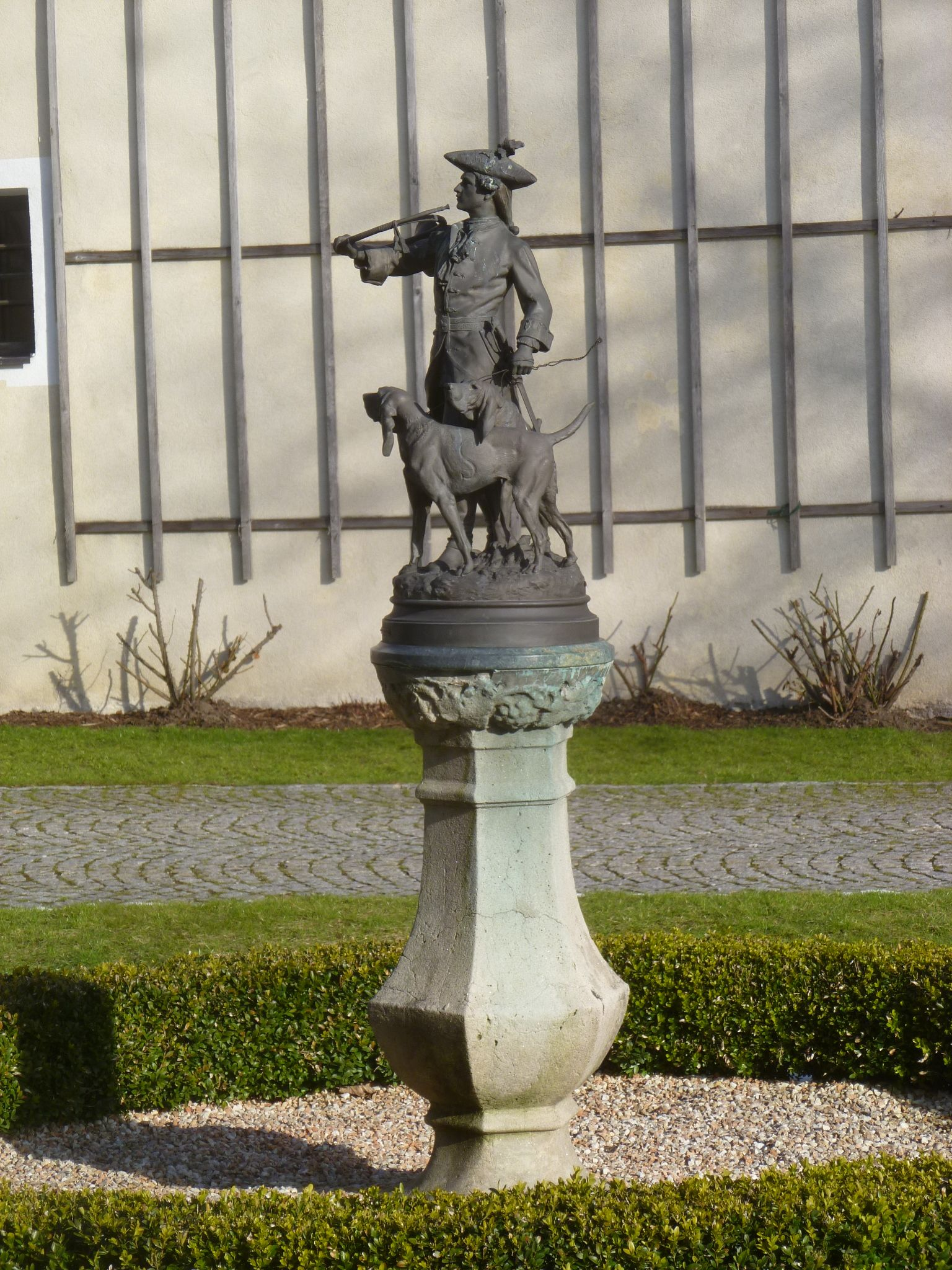
Brunnenfigur vor dem Eingangsportal